# Biomedicina
Biomedicina (também conhecida como medicina ocidental, medicina tradicional ou medicina convencional) é um ramo da ciência médica que aplica princípios biológicos e fisiológicos à prática clínica. A biomedicina enfatiza o tratamento padronizado e baseado em evidências, validado por meio de pesquisas biológicas, com tratamento administrado por médicos, enfermeiras e outros profissionais licenciados formalmente treinados.
A biomedicina também pode se relacionar com muitas outras categorias em campos relacionados à saúde e biológicos. Tem sido o sistema dominante de medicina no mundo ocidental por mais de um século.
Inclui muitas disciplinas biomédicas e áreas de especialidade que normalmente contêm o prefixo "bio-", como biologia molecular, bioquímica, biotecnologia, biologia celular, embriologia, nanobiotecnologia, engenharia biológica, biologia médica laboratorial, citogenética, genética, terapia genética, bioinformática, bioestatística, biologia de sistemas, neurociência, microbiologia, virologia, imunologia, parasitologia, fisiologia, patologia, anatomia, toxicologia e muitas outras que geralmente dizem respeito às ciências da vida aplicadas à medicina.

## No Brasil
Inicialmente, com o objetivo de criar um curso de graduação com profissionais específicos para atuar, através do ingresso em programas de mestrado e doutorado, no ensino e pesquisas nas ciências básicas da saúde (ciências biomédicas), consequentemente, no desenvolvimento da saúde humana, foram implantados na UNIFESP e UERJ em 1966 os primeiros cursos de Biomedicina (antes denominados Ciências Biológicas - Modalidade Médica). Contudo, apenas em  1979 veio a regulamentação pela Lei Federal nº 6.684, de 03 de setembro de 1979 e Decreto Nº 88.439, de 28 de junho de 1983 das atividades exercidas pelos biomédicos que optavam pela carreira não universitária, sendo a principal entre elas, os serviços complementares de diagnósticos, pelo seu próprio currículo sólido no método científico e na pesquisa relacionada às doenças humanas. Como, de acordo com a legislação que as regulamenta, as carreiras em Biomedicina e em Biologia divergiam em atribuições diversas, o Presidente da República João Figueiredo, através da Lei Federal 7.017 - de 30 de Agosto de 1982, desmembrou os Conselhos, criando assim os sistemas Conselho Federal e Regionais de Biomedicina e os Conselho Federal e Regionais de Biologia e com isso os profissionais distintos: o Biomédico e o Biólogo.  Atualmente o curso de graduação é denominado Ciências biomédicas ou Biomedicina (Medicina Biológica).
O profissional formado em biomedicina está apto a realizar estudos, pesquisas experimentais e ensino universitário (onde, normalmente, exige-se pós-graduação: Especialização, Mestrado ou Doutorado) em disciplinas biomédicas, tais como Anatomia, Biofísica, Bioquímica, Biologia Molecular, Embriologia, Farmacologia, Fisiologia, Fisiologia Clínica Geral, Genética Médica,  Histologia, Imunologia, Microbiologia, Neurociências, Parasitologia, Patologia Geral, Psicobiologia, Biomedicina do Esporte e da Prática do Exercício Físico,  Saúde Pública e Toxicologia.
No Brasil, os biomédicos dedicam-se principalmente (cerca de 80%) às Análises Clínicas, que é a área responsável pela execução e liberação de exames laboratoriais. O biomédico habilitado em análises clínicas atua neste setor em todas as etapas, pré-analítica, analítica e pós-analítica, desde a coleta e recebimento de amostras, administração laboratorial, supervisão, gerenciamento da qualidade, responsabilidade técnica e analisando amostras biológicas tais como sangue, fezes, urina, escarro, líquidos corporais, entre outros, para a liberação de laudos que auxiliam no diagnóstico. O profissional biomédico também atua em todos os setores laboratoriais, como o de coleta de amostras, hematologia e hemostasia, bioquímica, endocrinologia, imunologia, microbiologia, urinálise, biologia molecular, parasitologia e gestão da qualidade. Para isto, durante a graduação, inserido na grade curricular do ciclo básico, estão o aprendizado sobre diversão áreas das ciências básicas, como a histologia, anatomia, biologia celular, biofísica, biomatemática, bioestatística, neurociências, bacteriologia, biossegurança, fisiologia, patologia, epidemiologia, entre outras, que ajudam a embasar o profissional para cursar as disciplinas específicas, que incluem o aprendizado sobre coleta e análise de diversos tipos de amostras biológicas para realização dos mais variados exames, como também supervisionar os respectivos setores de coleta e análise de materiais biológicos de qualquer estabelecimento que a isso se destine. Em relação a coleta de amostras, excetuam-se procedimentos invasivos como as biópsias, coleta de líquido cefalorraquidiano (líquor) e punção para obtenção de líquidos cavitários em qualquer situação;
No entanto, devido à sólida base que o profissional biomédico possui na área das ciências básicas da saúde, há uma variedade muito grande de áreas de atuação que o biomédico está habilitado para exercer, de acordo com a sua especialidade.
Uma das grandes áreas da biomedicina é a área da pesquisa científica, onde estes profissionais atuam como pesquisadores cientistas em centros de pesquisas, como a Fundação Oswaldo Cruz (Fiocruz), Instituto Butantan, Instituto Nacional de Câncer (INCA), Instituto Nacional de  Neurociência Translacional(INNT),  Instituto Nacional de Pesquisas da Amazônia (INPA), Instituto de Pesquisas Energéticas e Nucleares (IPEN), Instituto Internacional de Neurociências de Natal (IINN-ELS), Laboratório Nacional de Luz Síncrotron (LNLS)  etc.) e universidades,  contribuindo com o desenvolvimento científico trazendo novas descobertas no campo das pesquisas teóricas e o desenvolvimento de métodos diagnósticos, vacinas e medicações no campo das ciências aplicadas.

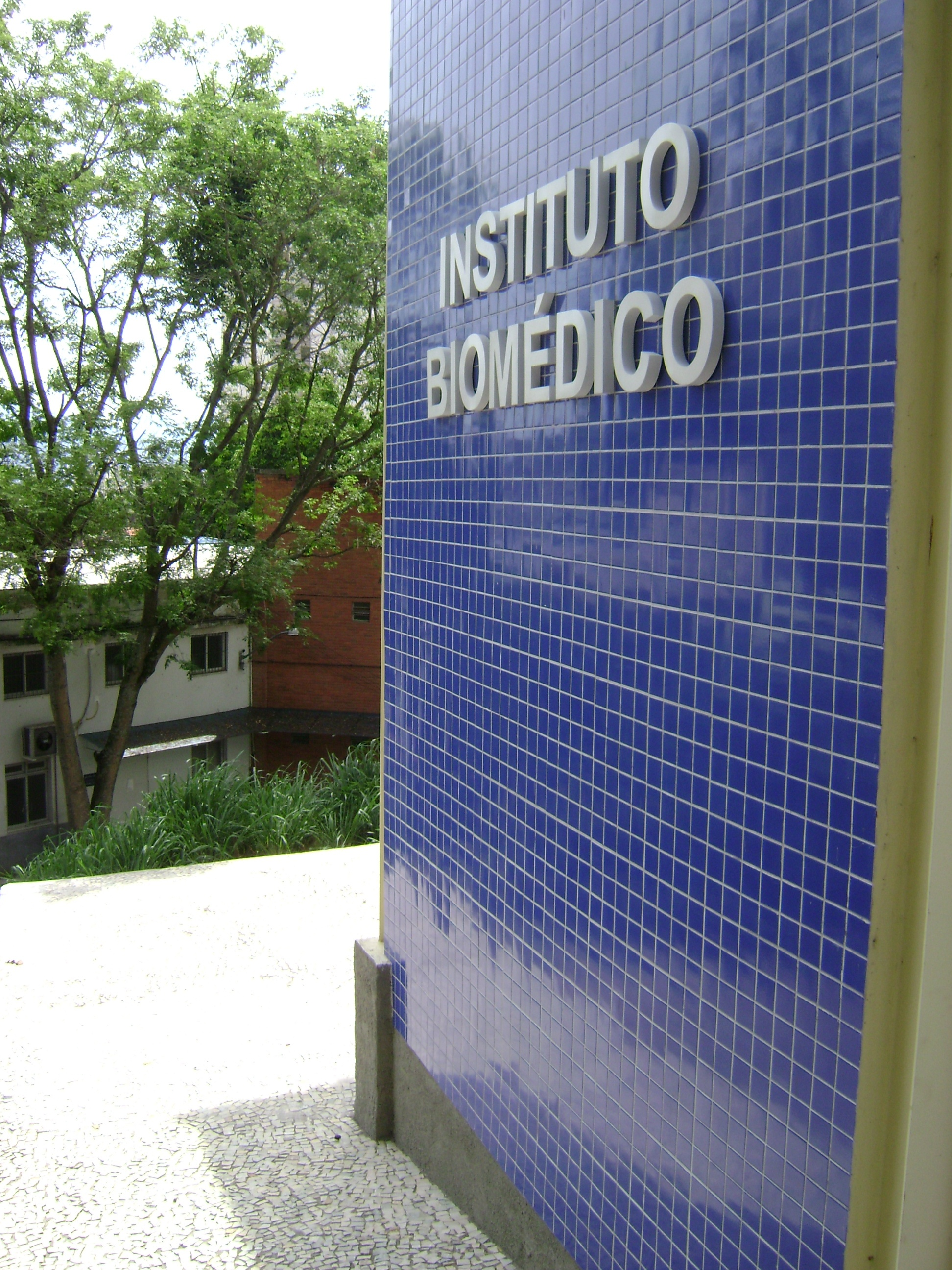
Fachada do Instituto Biomédico da Universidade Federal Fluminense.

Para exercer suas atividades o biomédico deverá, além de estar inscrito em seu respectivo Conselho Regional de Biomedicina, atuar dentro de sua habilitação ou especialidade, a qual deverá ser reconhecida e regulamentada pelo Conselho Federal de Biomedicina. Desta forma, a habilitação será obtida através de:
- estágio (mínimo de 500 horas) para durante a graduação ou;
- na pós–graduação (Lato ou Stricto Sensu), de acordo com a LDB (Lei de Diretrizes e Bases da Educação) e determinações e normas da CAPES – MEC ou;
- com o Título de Especialista, obtido através da ABBM – Associação Brasileira de Biomedicina[13] (ou emitido por entidades científicas com convênio com a ABBM, como a SBAC, SBCC, SBG, ABH, SBCEC entre outras); ou
- através do Certificado de Residência Biomédica, ofertada por IES (Instituição de Ensino Superior) devidamente reconhecida pelo MEC;[14] e
- atendendo a Normativa nº 01/2012, para algumas especialidades.[15]

Detalhes e descrição das atividades da profissão pode ser encontrado na Classificação Brasileira de Ocupações do Ministério do Trabalho e Emprego.
O Dia Nacional do Biomédico é comemorado em 20 de novembro, de acordo com a Lei nº 11.339, de 3 de Agosto de 2006. No dia 15 de abril é comemorado o Dia Nacional do Biomédico Analista Clínico e o Dia Internacional do Biomédico (International Biomedical Laboratory Science Day).
A designação internacional da profissão é Biomedical Scientist ou Biomedical Laboratory Scientist. Nos EUA, a designação é Clinical Laboratory Scientist ou Medical Laboratory Technologist (denominação mais antiga). Em Portugal, Ciências Biomédicas Laboratoriais.

## Em Portugal
A partir de 2016, surge o curso de licenciatura (equivalente a graduação no Brasil) e profissão de ciências biomédicas laboratoriais,  a partir da fusão dos cursos e profissões  de técnico de análises clínicas e de saúde pública e de técnico de anatomia patológica, citológica e tanatológica.
O Técnico de Análises Clínicas e de Saúde Pública (TACSP), desenvolvia a sua actividade ao nível da Patologia clínica e da Saúde Pública, através do estudo, aplicação e avaliação das técnicas e métodos analíticos próprios, com fins de diagnóstico e rastreio, conforme D.L. 564/99 de 21 de Dezembro, e DL 320/99. Desenvolve a sua actividade em contexto laboratorial, no âmbito do diagnóstico, terapêutica e prevenção da doença, nomeadamente em áreas como a microbiologia, hematologia, química clínica, imunologia, endocrinologia, genética, imunohemoterapia, histocompatibilidade, bromatologia. Efectua colheitas de produtos biológicos, selecciona as técnicas, os equipamentos e os reagentes mais adequados ao trabalho a realizar; planeia, programa e efectua determinações analíticas, procedendo ao controlo e garantia da qualidade; regista e avalia os resultados em função do diagnóstico, tratamento ou rasteio a que se destinam.
Em Portugal, designa-se Técnico de Análises Clínicas e de Saúde pública, é o profissional que está abrangido pelo DL 261/93 (pré-ensino superior) ou aquele que detenha no mínimo um bacharel e a respectiva cédula profissional tal como o DL 320/99 assim o define. Desde a implementação do tratado de Bolonha que só se formam licenciados de 4 anos na área.

## Disciplinas curriculares
O conteúdo curricular do curso de biomedicina varia de acordo com a universidade. No geral, é composto por disciplinas como: Anatomia - Biologia Celular e Molecular - Histologia - Embriologia - Biofísica - Química Geral - Biomatemática - Físico-Química - Química analítica - Química Orgânica e Inorgânica - Bioquímica - Imunologia - Fisiologia - Genética - Metodologia Científica - Bioestatística - Biossegurança - Saúde Coletiva - Bioética - Bacteriologia - Micologia - Parasitologia - Virologia - Ecologia e Evolução - Radiobiologia - Exames citológicos - Biotecnologia - Análises Ambientais - Patologia Geral - Urinálise - Líquidos Biológicos - Parasitologia Clínica - Bioquímica Clínica - Microbiologia Clínica - Imunologia Clínica - Hematologia Clínica - Coleta de amostras biológicas - Gestão e Empreendedorismo - Controle de Qualidade - Epidemiologia - Farmacologia - Farmacologia de produtos naturais - Toxicologia - Animais de Laboratório - Biomedicina Estética - Imagenologia - Acupuntura - Fisiologia do Esporte - Psicobiologia - entre outras.

## Atuação do biomédico

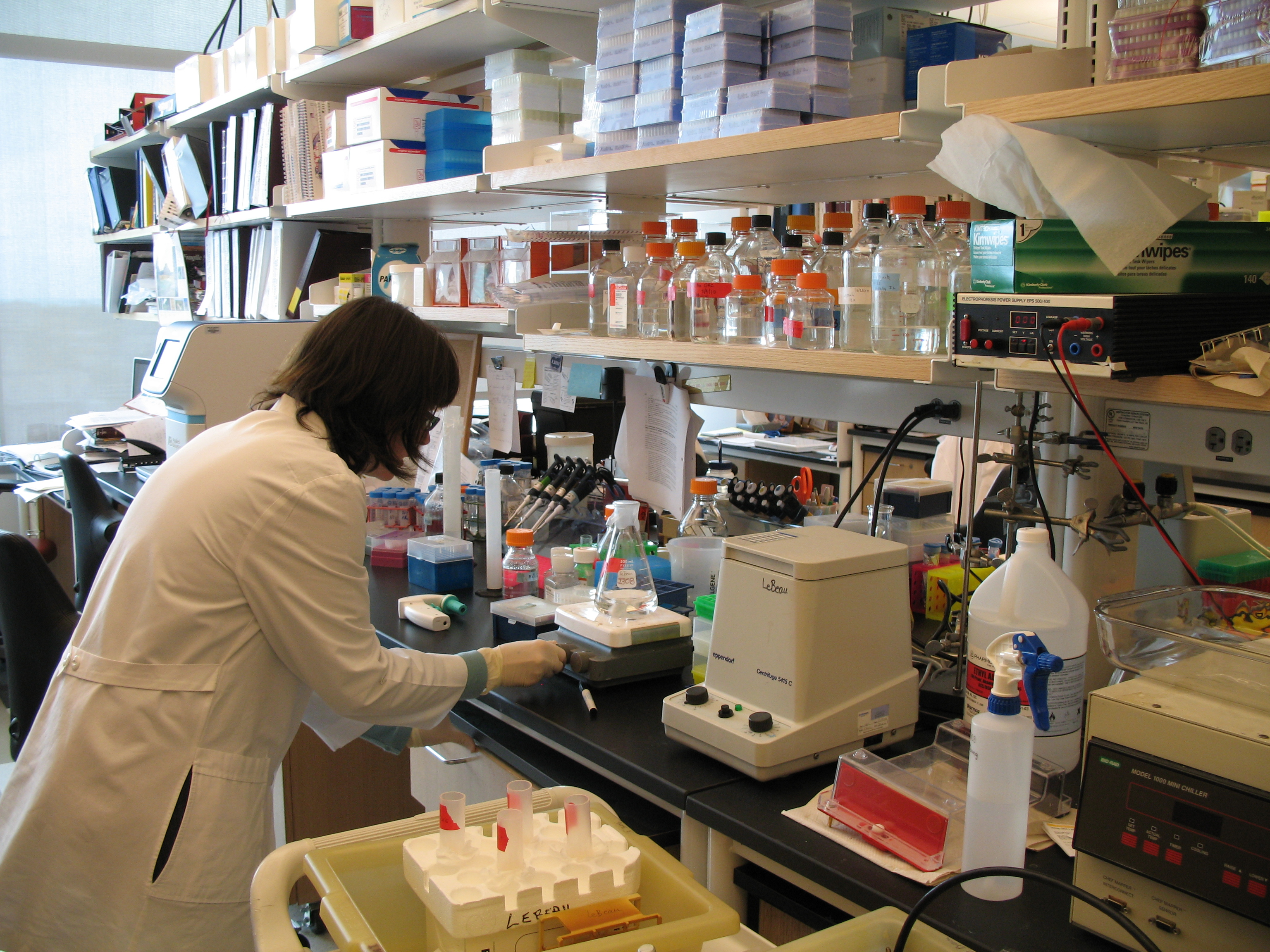
Biomédica em atuação em um laboratório

Algumas das habilitações de um biomédico são:
- Análises clínicas - realizar análises, assumir a responsabilidade técnica e firmar os respectivos laudos; é habilitado a realizar a coleta de amostras biológicas (salvo exceções), processamento e análise para execução de exames laboratoriais, sendo capacitado legalmente para assumir chefias técnicas, assessorias e direção dessas atividades;
- Banco de sangue - realizar todas as tarefas, com exclusão apenas de transfusão; tem competência legal para assumir e executar o processamento de sangue, suas sorologias e exames pré-transfusionais e é capacitado legalmente para assumir chefias técnicas, assessorias e direção dessas atividades; Assessorar e executar trabalhos específicos e relacionados ao processamento semi-industrial e industrial[20] do sangue e correlatos.
- Imagenologia - atua na área de raio-X, ultrassonografia, tomografia, ressonância magnética, Medicina Nuclear, excluída a interpretação e emissão de laudos. Os biomédicos especialistas em Imaginologia trabalham em clínicas, hospitais ou centros de diagnóstico por imagem tendo a função de preparar o paciente, elaborar o plano de irradiação, gerenciar banco de imagens, programar e operar equipamentos de Ressonância Magnética, Tomografia Computadorizada, Medicina Nuclear, Radioterapia, entres outros, além de poder ser o responsável pelo controle de qualidade e radioproteção (de acordo com as normas da Comissão Nacional de Energia Nuclear - CNEN e Agência Nacional de Vigilância Sanitária - ANVISA). Desta forma, confeccionando a(s) imagem(ns) para que o médico Radiologista possa, finalmente, fornecer o laudo. A indústria da tecnologia nuclear para o biomédico, inclui a preservação de alimentos através de sua irradiação. Na pesquisa em Radiobiologia, Fotobiologia e Biofísica testam estas radiações (oriundas de diferentes fontes de energia) ionizantes e não-ionizantes em aplicações clínicas (tais como a Oncologia, Neuroimagem,[21] etc) além de aplicações biotecnológicas, biomédicas e ambientais. Físicos, engenheiros, médicos e técnicos em radiologia são os principais profissionais que trabalham em conjunto com biomédicos nesta área. A Imaginologia é uma das áreas em que ocorre um incremento na procura pelos novos profissionais da biomedicina;
- Citologia oncótica[22] executam tecnicamente os exames, incluindo citologia hormonal e rastreamento do câncer, firmando os respectivos laudos e pareceres, desde que dentro dos seus limites de atuação. Dentre os exames citológicos, o mais comum é o teste de Papanicolau, que é um exame ginecológico de citologia cervical realizado como prevenção[23] ao câncer do colo do útero.
- Histotecnologia - processamento técnico de amostras teciduais (fragmentos de tecido humano, produto de biópsia ou necrópsia) para análise macroscópica, histoquímica, imuno-histoquímica e molecular; controle de qualidade destas técnicas e gestão administrativa dos processos; Controle de qualidade interno e externo das técnicas de coloração em laboratórios histotecnológicos e congêneres públicos ou privados; execução de técnicas auxiliares de necropsia e análises forenses; sob supervisão de profissional médico devidamente habilitado.
- Análise ambiental - realizar análises físico-químicas e microbiológicas para o saneamento do meio ambiente incluídas as análises de ar, água e esgoto;
- Análises bromatológicas - Realizar análises físico-químicas e microbiológicas (análises bromatológicas) ou somente microbiológicas (microbiologia de alimentos) de amostras para aferição da qualidade dos alimentos;
- Toxicologia - apto a atuar nas áreas Forense, Ambiental, Analítica, Ocupacional e Experimental, as quais têm como objeto de estudo os efeitos adversos das substâncias químicas sobre os organismos. Apresenta como principais atividades a quantificação dos agentes toxicantes em diversas matrizes, sendo estas biológicas (sangue, urina, cabelo, saliva, vísceras, etc.) ou não (água, ar, solo).
- Indústrias bioquímicas - aplicação de enzimas, microrganismos e células, no desenvolvimento e produção de biofármacos, tais como enzimas, hormônios (insulina por exemplo),antibióticos, vitaminas, imunobiológicos (soros e vacinas) e reagentes laboratoriais.
- Biologia Molecular - coleta de materiais, análise, interpretação, emissão e assinatura de laudos e de pareceres técnicos;
- Genética - Participar de pesquisas em todas as áreas da genética, como membro da equipe multidisciplinar. Realizar exames de Citogenética Humana e Genética Humana Molecular (DNA), realizando as culturas, preparações e análises; Assumir a responsabilidade técnica, elaborando e firmando os respectivos laudos e transmitindo os resultados dos exames laboratoriais a outros profissionais, como consultor, ou diretamente aos pacientes, como aconselhador genético,[24] quando solicitado;
- Reprodução Humana e Embriologia -  realizam, entre outras atividades, a criopreservação, a manipulação e a seleção de gametas e embriões que serão implantados na futura mãe.
- Fisiologista esportivo e da prática do exercício físico - pode atuar diretamente com o cliente ou como parte da comissão técnica de equipes e na indústria, oferecendo a retaguarda científica nas áreas das ciências do esporte, baseada na monitorização de indicadores fisiológicos e bioquímicos do desempenho no exercício. O profissional biomédico habilitado atuará fornecendo informações para o trabalho dos demais membros da equipe multidisciplinar (profissional de educação física, nutricionista, fisioterapeuta e médico) visando potencializar o resultado das estratégicas de nutrição, treinamento e recuperação. Para os que desejam observar as atividades físicas através do rigoroso olhar biomédico, existe a possibilidade de atuar como Fisiologista do Exercício. No Brasil, um dos trabalhos pioneiros realizou-se na década de 1970[25] na dissertação de mestrado de um, atualmente, renomado biomédico.[26] Aplicando conhecimentos de disciplinas biomédicas tais como anatomia, biologia celular e molecular, fisiologia, bioquímica, hematologia clínica, histológica, patologia, biofísica, entre outras, é possível avaliar o desempenho dos atletas[27] e animais para experimentação utilizando dosagens bioquímicas (lactato, por exemplo), exames hematológicos (contagem de neutrófilos, hemoglobina), testes ergoespirométricos, testes de força etc. De fato, é comum a participação de biomédicos em equipes multidisciplinares.[28] Como não poderia ser diferente, o biomédico  Fisiologista do Exercício aplica seu conhecimento em estudos para melhoria da qualidade de vida de populações em condições patológicas como diabetes, obesidade, hipertensão, cardiopatias, pneumopatias, doenças neuromusculares, entre outras.;
- Circulação extracorpórea (C.E.C.) - Apoio às cirurgias cardíacas também pode ser realizado por biomédicos[29] (assim como por outros profissionais de saúde de nível superior: enfermeiros, fisioterapeutas, etc.) especialistas em circulação extracorpórea (C.E.C.), quando o coração precisa parar de bater e o sangue do paciente é desviado para um aparelho que substitui este órgão durante a cirurgia. Assim, o Perfusionista (como é chamado o profissional da CEC), realiza o procedimento e monitora seus parâmetros, tais como a oxigenação, temperatura, pressão arterial, volemia e a coagulação sanguínea.
- Saúde Pública ou Sanitarista - o profissional habilitado em Saúde Pública está apto para atuar na identificação, elaboração e implantação de projetos e programas que promovam o equilíbrio da saúde e bem estar da população em geral. Como Sanitarista está habilitado desenvolver, implementar e gerenciar os Planos de Gerenciamento de Resíduos de Serviços de Saúde (PGRSS), obedecendo a critérios técnicos, e legislação ambiental; visando a preservação da saúde pública, dos recursos naturais e do meio ambiente. Além disso,  está apto para atuar nas mesmas áreas da Saúde Pública, com ênfase nos departamentos de Vigilância Sanitária, Epidemiologia e Zoonoses. Os profissionais estão aptos a aplicar conhecimentos com o objetivo de organizar sistemas e serviços de saúde, atuar em fatores condicionantes e determinantes do processo saúde-doença controlando a incidência de doenças nas populações através de ações de vigilância e intervenções governamentais;
- Auditoria - O profissional habilitado está apto a atuar no controle da gestão dos sistemas de saúde, para verificar sua conformidade com os padrões estabelecidos ou detectar situações que exijam maior aprofundamento; avaliação da estrutura dos processos aplicados e dos resultados alcançados, para aferir sua adequação aos critérios e parâmetros exigidos de eficiência, eficácia e efetividade. O campo de trabalho está diretamente ligado aos processos de certificação e acreditação para laboratórios de análises clínicas, indústrias e hospitais;
- Acupuntura - aplicar os princípios, os métodos e as técnicas de Acupuntura;
- Pesquisa básica e aplicada - realizar pesquisa na área de saúde e biologia, sendo o responsável científico, no intuito de contribuir para a elucidação de fenômenos de natureza biológica e desenvolver tecnologias ligadas à área.
- Docência - ministrar aulas para alunos de nível superior nas diversas instituições de ensino do país, após cursar pós-graduação stricto sensu.

Outras atuações
- Acupuntura
- Análise ambiental
- Análises bromatológicas
- Análises clínicas
- Histotecnologia
- Banco de sangue
- Biofísica
- Biologia molecular
- Bioquímica
- Citologia oncótica
- Embriologia
- Estética
- Farmacologia
- Fisiologia
- Fisiologia geral
- Fisiologia humana
- Genética
- Hematologia clínica
- Histologia
- Imaginologia
- Imunologia
- Informática de saúde
- Microbiologia
- Microbiologia de alimentos
- Parasitologia
- Patologia geral
- Perfusão extracorpórea
- Perícia criminal e civil
- Psicobiologia
- Análises Clínicas Veterinárias
- Reprodução humana
- Sanitarista
- Saúde pública
- Toxicologia
- Virologia